# Клод Данбери
Клод Данбери (фр. Claude Dambury; Кајена, 30. јул 1971) бивши је француски фудбалер.

## Репрезентација
За репрезентацију Француске Гвајане дебитовао је 2008. године. За национални тим одиграо је 2 утакмице.

## Статистика
| Француска Гвајана | Француска Гвајана | Француска Гвајана |
| Год.              | Ута.              | Гол.              |
| ----------------- | ----------------- | ----------------- |
| 2008              | 2                 | 0                 |
| Укупно            | 2                 | 0                 |